# Spelonk
Een spelonk is een holte in een heuvel of berg.  Deze holte is ontstaan door een overhanging of door een instorting van het bovenliggende gesteente of grond.  De spelonk wordt vaak verward met de grot, die wel gevormd is door een rivier die een gang of holte in een heuvel of gebergte gebaand heeft.  Onze voorouders zochten naarstig naar spelonken omdat het daar veel gezonder en makkelijker leven was dan in vochtige grotten.
Zie ook: Grot